# Nemegtonykus
Nemegtonykus — рід альваресзаврових динозаврів. Віднесений до клади Parvicursorinae. Існував у пізньому крейдовому періоді. Важив близько 3,4 кг.
Рештки двох особин знайдені у формації Немегт (Монголія) поряд з особиною Mononykus. Це показало, що альваресзаврові пристосувалися також до вологого середовища, в якому жила немегтська фауна, а не тільки до сухого середовища формацій Baruungoyot і Djadochta. Також це означає, що Parvicursorinae у той час збільшували різноманіття.
Описано один вид — Nemegtonykus citus.